# 杨炳旭
杨炳旭（1961年10月—），男，汉族，河南镇平人。中央党校经济管理专业。1982年6月加入中国共产党，10月参加工作。现任洛阳市政协主席。

## 简历
1992年2月，任南阳县副县长。1994年9月，任中共南阳市宛城区委副书记。1995年3月，任共青团南阳市委书记。2000年11月，任西峡县县长。2004年1月，任中共西峡县委书记。
2009年3月，任洛阳市人民政府副市长。2011年9月，任中共洛阳市委常委、宣传部部长。
2018年9月，任洛阳市政协主席。